# 三遊亭遊里
三遊亭 遊里（さんゆうてい ゆうり、1992年2月27日 - ）は、落語芸術協会に所属していた元落語家。本名∶伊藤 匡紀。出囃子は『ドンパン節』。

## 来歴
2009年8月、三遊亭小遊三に入門し前座名「小曲」を名乗る。
2013年8月中席、二ツ目に昇進し遊里に改名。2022年に落語家を廃業。

## 人物
趣味はMotoGPとラリー観戦、自転車、釣り、野遊び、いたずら。